# Giovanni Battista Vitali
Giovanni Battista Vitali (* 18. Februar 1632 in Bologna; † 12. Oktober 1692 ebenda) war ein italienischer Komponist und Kapellmeister des Barocks.

## Leben
Vitali war vermutlich für einen kurzen Zeitraum ein Schüler von Maurizio Cazzati, der ab 1657 Kapellmeister an der Basilika San Petronio in Bologna war. Hier erhielt Vitali ab 1658 eine Anstellung als Sänger und als Spieler des „Violone da brazzo“ (Violone). Nach der Veröffentlichung seines Opus 1 wurde er 1666 in die Accademia Filarmonica aufgenommen und war ab 1673 für kurze Zeit Kapellmeister an San Rosario. Am Hofe des Herzogs Francesco II. d’Este in Modena wurde er 1674 Vizekapellmeister, 1684 wurde er zum Kapellmeister ernannt. Er war ebenfalls Mitglied der Accademia dei Dissonati in Modena. 1686 gab er das Amt des Kapellmeisters an Antonio Giannettini ab, blieb jedoch bis an sein Lebensende Vizekapellmeister.
Später übernahm sein Sohn Tomaso Antonio Vitali, genannt Vitalino, die Stelle des Kapellmeisters am Hof von Modena.

## Musik
Vitali, mit zwölf gedruckten Sammlungen zwischen 1666 und 1692 „einer der fruchtbarsten Violinkomponisten des 17. Jahrhunderts überhaupt“, war das renommierteste Gründungsmitglied der Accademia Filarmonica, die am 26. 5. 1666 von 50 Musikern mit finanzieller Unterstützung adliger Familien in Bologna gegründet wurde und das hohe musikalische Niveau an der Universitätsstadt demonstriert. In der Stadtpfarrkirche S. Petronio wirkten unter der Leitung von Maurizio Cazzati in der Kapelle neben Vitali auch Arcangelo Corelli und Domenico Gabrielli.
Die Meister-Schüler-Beziehung zwischen Cazzati und Vitali war sehr bedeutend für die Entstehung der bolognesischen Sonate, die den Ausgangspunkt für Arcangelo Corelli darstellte, vor allem durch Vitalis Harmonik. Eine Gemeinsamkeit der drei Komponisten ist zudem das „Bedürfnis nach struktureller Klarheit“. Alle Sätze der ersten Sonate von Vitalis op. 2 sind aufeinander bezogen, in op. 3 teilen Sätze ein ähnliches harmonisches Gerüst.
Sieben Drucke gelten der sonata da camera als suitenartie Folge von Tanzsätzen, wobei Vitali zwischen eigentlicher und konzertant dargebotene Tanzmusik unterscheidet, drei der sonata da chiesa mit alternierend langsamen und fugierten raschen Sätzen. Die langsamen homophonen Sätze konzentrieren sich auf die Handhabung spezifischer harmonischer Mittel und kontrastieren somit auch strukturell mit den umgebenden schnellen Sätzen, in denen die Melodieführung der Imitationen die Aufmerksamkeit auf sich zieht: Weniger der kontrapunktische Einfallsreichtum als die Qualität des klanglich ansprechenden und rhythmisch vitalen Themenmaterials sticht hier hervor, typisch ist eine „einnehmende Eröffnung“ gefolgt von einem sequentiellen Nachsatz.
Auch Vitalis Gestaltung der Chaconne mit eher freiem Umgang mit der Variation hatte großen Einfluss auf Corelli, Ähnlichkeiten gibt es in der Gestaltung der Melodielinie der Eröffnungen, dem Aufbau mit einem Höhepunkt der rhythmischen Gestaltung auf zwei Dritteln des Verlaufs mit ruhigerem Abschluss und dem Bassmodell absteigender Tetrachorde in relativ schnellem Tempo, wobei Vitali als Cellist mehr den melodischen Bass bevorzugt als Corelli. Der Passagallo aus op. 13 über einem viertaktigen Bass-Ostinato ist durch Modulation durch den Quintenzirkel von Es-Dur nach E-Dur außergewöhnlich.
In op. 13 finden sich neben dieser Studie zur Modulation eine zur Polymetrik und eine zur Enharmonik. Mit 51 Kanonkompositionen handelt es sich um einen Vorläufer von Johann Sebastian Bachs Musikalischem Opfer und der Kunst der Fuge.
Neben der Instrumentalmusik schuf Vitali Vesperpsalmen im konzertanten Stil und Hymnen für Solostimme mit Instrumentalritornellen, die in Drucken vorliegen, sowie geistliche und weltliche Kantaten und Oratorien zu allegorischen oder alttestamentarischen Texten.

## Werke
- op. 1 Correnti e balleti da camera a tre (Bologna 1666)
- op. 2 Sonate a due violine e basso continuo (Bologna 1667)
- op. 3 Balletti, correnti alla francese, gaglarde e brando per ballare a quattro instrumenti (Bologna 1667)
- op. 4 Balletti, correnti, gighe, allemande, e sarabande per uno o due violini e basso continuo (Bologna 1668)
- op. 5 Sonate per più strumenti (Bologna 1669)
- op. 6 Salmi concertati (Modena 1677)
- op. 7 Varie partite del passamezo, ciacona, capricii e passagalii per due violini e basso continuo (Modena 1682)
- op. 8 Balletti, correnti e caprici per camera a due violini e violone ò spinetta (Modena 1683)
- op. 9 Sonate da chiesa a due violini e basso continuo (Venedig 1684)
- op. 10 Hinni sacri (Modena 1684)
- op. 11 Varie sonate alla francese e all’itagliana a sei strumenti (Modena 1685)
- op. 12 Balli in stile francese a cinque strumenti (Modena 1685)
- op. 13 Artificii musicali ne quali se contengono canoni in diverse maniere, contrapunti dopii, invention curiose, capricii, e sonate (Modena 1689)
- op. 14 posth. Sonate da camera a due violini e violone (Modena 1692) Bestehend aus 41 Tänzen.